# Анастасиевич, Миша
Миша (Михайло) Анастасиевич (Капитан Миша) (серб. Миша Анастасијевић; 24 февраля 1803 года, Пореч — 27 января 1885 года, Бухарест) — сербский торговец, патриот и благотворитель, один из богатейших людей Сербии XIX века, политик.

## Биография
Родился в городе Пореч. Его отец Анастас был помещиком и мелким торговцем, а мать Ружа — домохозяйкой. После смерти отца о нем заботилась мачеха. С ней он дважды бежал в Австрию во время Первого сербского восстания и Сербской революции. В 11 лет был учителем в своём родном городе, так как умел читать и писать.
Являлся деловым партнёром Милоша Обреновича. В возрасте 30-ти лет получил звание капитана. Вскоре его компания получает контроль над экспортом соли из Валахии и Молдавии. На него трудится 10000 человек, имеется флот из 80 кораблей. Помогал многим писателям издавать свои книги. Основал и финансировал школу в своем доме в Валахии, которую учащиеся посещали бесплатно.
Финансировал строительство многих зданий в Белграде.
Благодаря своим деловым навыкам получил прозвище «Принц Дуная».

## Память

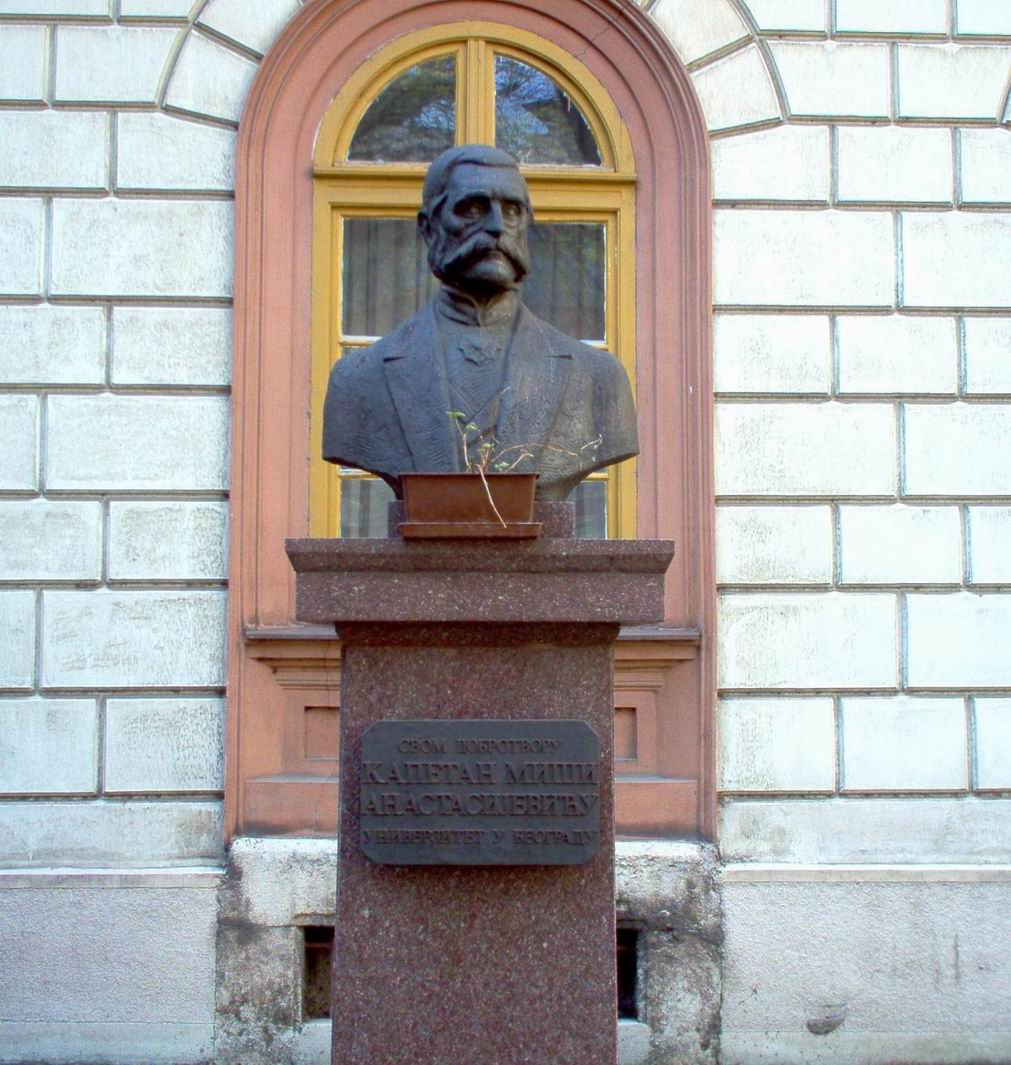
Миша Анастасиевич

- Бюст во дворе здания Капитан Миша.